# 馬順德
馬順德（？—1571年），和名國頭親方正格，琉球國第二尚氏王朝政治家。國頭御殿第三世。
馬順德為馬誠驥（國頭親方正鑑）的兒子。他的祖父馬思良（國頭親方正胤）出任過三司官。馬順德本人在嘉靖年間出任三司官。
1571年，尚元王御駕親征奄美大島，歸國途中病重。隨行出征的馬順德對天祈禱願代王死，最終尚元王病愈，馬順德卻病亡，對此尚元王非常感動。念及馬順德及其父、祖三代都為國盡忠，尚元王破格將其子馬似龍（國頭按司正致）的位階提升為只有王族才能擁有的「按司」，馬氏國頭御殿也成為琉球歷史上唯一一個沒有王族血統的御殿。